# الفساد في سنغافورة
الفساد في سنغافورة تعتبر سنغافورة بشكل عام من أقل البلدان فسادًا في العالم. يتم التعامل مع حالات الفساد من قبل مكتب التحقيق، وهي وكالة حكومية تقوم بالتحقيق في الفساد وملاحقته قضائيًا في القطاعين العام والخاص. بحسب استطلاع أجرته منظمة الشفافية الدولية، فإن الغالبية العظمى من الناس في سنغافورة لا يسمعون عن حالات فساد من قبل مسؤولين أو مؤسسات عامة من خلال وسائل الإعلام في حياتهم. في عام 2020، صنفت منظمة الشفافية الدولية القطاع العام في سنغافورة باعتباره رابع أقل قطاع فسادًا في العالم والأكثر شفافية في آسيا. 
عام 2023 قامت منظمة الشفافية الدولية بتصنيف 180 دولة على مقياس يتراوح من 0 (فاسدة للغاية) إلى 100 (نظيفة للغاية) وتم تصنيف الدول حسب النتيجة. حصلت سنغافورة على درجة 83 واحتلت المرتبة الخامسة، حيث يُنظر إلى الدولة التي احتلت المرتبة الأولى على أنها تمتلك القطاع العام الأكثر نزاهة. للمقارنة مع النتائج العالمية، كانت أفضل نتيجة هي 90، وأسوأ نتيجة هي 11 (المرتبة الأخيرة). فقط نيوزيلندا تفوقت على سنغافورة في المنطقة. أفاد المسؤولون التنفيذيون للشركات الذين شملهم تقرير التنافسية العالمية 2014-2015 الصادر عن المنتدى الاقتصادي العالمي بعدم وجود مشاكل في ممارسة الأعمال التجارية في سنغافورة.

## حوادث بارزة
فيما يلي حوادث الفساد البارزة في سنغافورة في كل من القطاع العام والقطاع الخاص

#### تان كيا جان (1966)
في أغسطس 1966، تم التحقيق مع تان كيا جان، وزير التنمية الوطنية السابق، لمحاولته مساعدة رجل الأعمال ليم تجين هاو، وابنه ويليام ليم في تأمين بيع طائرة بوينج إلى الخطوط الجوية الماليزية. في المقابل، حصل على 70 ألف سهم بقيمة دولار سنغافوري واحد للسهم، وبما أنه خسر مقعده البرلماني في الانتخابات العامة عام 1963، فقد أعفته الحكومة السنغافورية إداريًا من جميع مناصبه.

#### وي تون بون (1975)
عام 1975، أُدين وي تون بون ، وزير الدولة للدفاع، بالفساد وحُكم عليه بالسجن لمدة أربع سنوات وستة أشهر، وتم تخفيضها إلى 18 شهرًا عند الاستئناف. 

#### في يو كوك (1979)
عام 1979، تم توجيه اتهام إلى في يو كوك، وهو رئيس مؤتمر النقابات العمالية الوطنية وعضو البرلمان عن شركة بون تيك إس إم سي ، بإساءة استخدام أموال النقابة والخيانة الجنائية للثقة.  ظل كوك هاربا 35 عام، حتى سلم نفسه لسفارة سنغافورة في بانكوك عام 2015. اعترف فاي لاحقًا بالذنب في 12 تهمة من أصل 34 الموجهة إليه وحُكم عليه بالسجن لمدة 60 شهرًا.

#### تيه تشيانغ وان (1986)
عام 1986، تم التحقيق مع تيه تشيانج وان، وزير التنمية الوطنية من قبل مكتب التحقيق في ممارسات الفساد بتهمة الفساد. فأقدم على الانتحار في 14 ديسمبر 1986 قبل أن توجه إليه الاتهامات في المحكمة. 

#### كوه سيه وي وكريستوفر ليم تشاي منغ (2011)
عام 2011، أدانت المحكمة العليا كوه سيه وي، نائب مدير سابق للتكنولوجيا والبنية التحتية في هيئة أراضي سنغافورة ، وكريستوفر ليم تشاي مينج، مدير سابق في هيئة أراضي سنغافورة، بتهمة الغش وغسيل الأموال. حُكم على كوه سيه بالسجن 22 عام بعد اعترافه بارتكاب 59 تهمة، وحُكم على ليم بالسجن لمدة 15 عام بعد اعترافه بارتكاب 49 تهمة. من بين 12.2 مليون دولار سنغافوري تم غسلها، تم استرداد 7.5 مليون دولار سنغافوري من كوه.

#### بيتر ليم سين بانج (2012)
في 19 ديسمبر 2011، ألقت هيئة التحقيق في ممارسات الفساد القبض على بيتر ليم سين بانج، المفوض السابق لقوة الدفاع المدني في سنغافورة، بينما تم القبض على نج بون جاي، الرئيس السابق لمكتب المخدرات المركزي ، للاستجواب من قبل هيئة التحقيق في ممارسات الفساد في 4 يناير 2012.  كان الرجلان يخضعان للتحقيق فيما يتصل بقانون منع الفساد المتعلق بعقد تكنولوجيا المعلومات،  وفي أواخر يناير 2012، أُعلن أنهما يواجهان إجراءات تأديبية من لجنة الخدمة العامة، التي تشرف على سلوك الموظفين المدنيين، وقد فرض عليهما قرار بالحظر، وهي خطوة لا يتم اتخاذها إلا عند ارتكاب الشخص جرائم خطيرة.
عام 2013، أُدين ليم بتهمة الحصول على إشباع جنسي من ثلاث نساء بطريقة فاسدة وحُكم عليه بالسجن لمدة ستة أشهر،  بينما تمت تبرئة نج بون من أربع تهم تتعلق بالحصول على إشباع جنسي من امرأة بطريقة فاسدة.

#### برنارد ليم يونج سون (2012)
في يوليو 2012، أثار شراء مجلس المتنزهات الوطنية 26 دراجة قابلة للطي من نوع برومبتون، بتكلفة 2000 دولار سنغافوري لكل دراجة ضجة على مستوى البلاد بعد أن كشف أحد المبلغين عن المخالفات على منتدى عبر الإنترنت ،عن فساد محتمل والعديد من العلامات الحمراء في الطريقة التي تم بها إجراء عملية الشراء. دافع وزير التنمية الوطنية خاو بون وان، في البداية عن شراء هيئة المتنزهات الوطنية للدراجات القابلة للطي. لكن أسفر تحقيق لاحق أجراه مكتب التحقيق في ممارسات الفساد عن اعتقال برنارد ليم يونج سون، وهو مساعد مدير في مجلس المتنزهات الوطنية، بتهمة الكذب على المراجعين بشأن علاقته بشركة الدراجات التي فازت بالعطاء، وحُكم عليه بغرامة قصوى قدرها 5000 دولار سنغافوري.

#### إدوين يو سيو هيونغ (2013)
في 23 يوليو 2013، تم توجيه اتهامات إلى إدوين هيونج من مكتب التحقيق في ممارسات الفساد، باختلاس ما لا يقل عن 1.7 مليون دولار سنغافوري من مكتب التحقيق في ممارسات الفساد بين عامي 2008 و2012. تم عزله من منصبه كرئيس لأبحاث الميدان والدعم الفني في مكتب التحقيقات المركزية للمساعدة في التحقيق الذي يجريه قسم الشؤون التجارية في مخالفاته المالية المشتبه بها. أدين بثمانية تهم تتعلق باختلاس الأموال وانتهاك الثقة ، وكانت واحدة تتعلق بالتزوير، أما بقية التهم تتعلق باستخدام جزء من مكاسبه غير المشروعة للمقامرة في كازينو مارينا باي ساندز . في 20 فبراير 2014، حُكم على ييو بالسجن لمدة 10 سنوات.

#### ليم تشنغ هوي (2014)
في 20 فبراير2014، حُكم على ليم هوي، رئيس البروتوكول السابق بوزارة الخارجية، بالسجن لمدة 15 شهرًا بتهمة الغش. خلال الفترة من (فبراير 2008 - مايو 2012)، قدم ليم ادعاءات كاذبة بشأن فطائر الأناناس والنبيذ بقيمة 89 ألف دولار سنغافوري كهدايا للدبلوماسيين الأجانب.

#### فيكتور وونغ تشي مينغ (2016)
عام 2016، تمت إقالة فيكتور وونغ تشي، المدير العام والأمين العام لمجلس مدينة آنغ مو كيو من منصبه وتم التحقيق معه من قبل مكتب التحقيق في ممارسات الفساد بعد تقديم شكوى في سبتمبر 2016 بشأن الطريقة التي يتعامل بها مع العقود والمعاملات في مجلس المدينة. كان وونغ، الحائز على ميدالية الخدمة العامة ، موظفًا في شركة CPG Facilities Management، وهي الوكيل الإداري المعين لمجلس المدينة.  في 14 مارس 2018، وجهت إلى وونغ 55 تهمة فساد لتلقي حوالي 107000 دولار سنغافوري رشاوى من تشيا سين لان وأليسا ييب فونغ ين، مديري شركتين للبناء والإصلاح.  واعترف وونغ وتشيا بالذنب أثناء المحاكمة وحُكم عليهما بالسجن لمدة 27 شهرًا و21 شهرًا على التوالي. بعد الاستئناف ضد أحكامهما، تم تمديد عقوبتيهما إلى 39 شهرًا و33 شهرًا على التوالي.

#### الرشوة المزعومة في شركة كيبيل (2017)
بحسب الادعاء العام في الولايات المتحدة، وافقت شركة كيبيل أو أند ام، على دفع تسوية بقيمة 422 مليون دولار أميركي لتجنب محاكمة جنائية بتهمة رشوة مسؤولين برازيليين. كشفت وثائق قضائية أصدرتها وزارة العدل الأمريكية أن شركة كيبل للتشغيل والصيانة دفعت 55 مليون دولار أمريكي كرشاوى بين عامي 2001 و2014، للفوز بـ 13 عقدًا مع شركة بتروبراس وسيتي برازيل، وهما شركتان نفطيتان برازيليتان متورطتان بشدة في فضيحة الفساد واسعة النطاق المعروفة باسم عملية غسيل السيارات في البلاد.  شركة كيبل هي إحدى الشركات المرتبطة بالحكومة التابعة لشركة تيمسيك القابضة. كانت هذه أكبر قضية فساد تتعلق بشركة مساهمة عامة في تاريخ سنغافورة.

#### راجكومار بادماناثان (2018)
في 27 يوليو 2018، حُكم على راجكومار بادماناثان، المهندس السابق في القوات الجوية لجمهورية سنغافورة ، بالسجن لمدة 25 شهرًا وستة أسابيع، لارتكابه 28 تهمة تتعلق بالفساد والغش وانتهاك قانون الأسرار الرسمية أثناء عمله في قاعدة تينجاه الجوية وقاعدة سيمباوانج الجوية . كان قد سرب عروض العطاءات من أجل تأمين العقود للشركات التي أنشأتها زوجته جاياشري، وصديقه جيفان أروموجام، ورفيقه كمال كيشور. بلغ إجمالي قيمة العقود الممنوحة لشركاتهم التي تم إعدادها لعملية الاحتيال 1,817,379.87 دولار سنغافوري من عام 2008 إلى عام 2014. 

#### س. إيسواران (2023)
في يوليو 2023، فتح مكتب التحقيق في ممارسات الفساد تحقيقًا رسميًا في قضية إس. إيسواران ، وزير النقل الذي ألقي القبض عليه مع صاخب العقارات أونج بينج سينج . على الرغم من إطلاق سراح الرجلين بكفالة، لكن فرض عليه الحظر وتم تخفيض راتبه الوزاري إلى 8500 دولار سنغافوري. في 9 يناير 2024، أصدر تشان تشون سينغ ، الوزير المسؤول عن الخدمة العامة ووزير التعليم ، ردًا برلمانيًا يفيد بأن التحقيقات في قضية إيسواران قد اكتملت وأن مكتب النائب العام يراجع القضية.  بعد تسعة أيام، وصل إيسواران إلى محكمة الولاية حيث تمت قراءة التهم الموجهة إليه للمرة الأولى.
أصبح إيسواران أول وزير يتم التحقيق معه بتهمة الفساد في سنغافورة منذ عام 1986 وأول وزير يتم توجيه اتهام إليه ويواجه المحاكمة في المحكمة منذ عام 1975. تم توجيه 27 تهمة ضد إيسواران  كانت هناك تهمتان تتعلقان بالحصول على مزايا بطريقة فاسدة لتعزيز مصالح أونج التجارية من خلال عقود بين مجلس السياحة في سنغافورة وشركة خاصة يرأسها أونج. كانت هناك 24 تهمة تتعلق بالحصول على أشياء ثمينة من أونج دون أي مقابل، وكانت هناك تهمة واحدة تتعلق بعرقلة سير العدالة. كان دافيندر سينغ ممثلاً لإيسواران أثناء محاكمته. في 24 سبتمبر 2024، تم تعديل بعض التهم وأقر إيسواران بالذنب. وفي 3 أكتوبر 2024، حُكم عليه بالسجن لمدة 12 شهراً بتهمة الحصول على هدايا تبلغ قيمتها نحو 403,300 دولار سنغافوري على مدى سبع سنوات قضاها موظفاً عاماً، فضلاً عن تهمة عرقلة سير العدالة.